# Otto Edelmann
Otto Edelmann (5 de fevereiro de 1917 — 14 de maio de 2003) foi um baixo-barítono austríaco que nasceu e estudou em Viena. Sua estreia operística profissional foi na cidade de Gera, na Alemanha, como Figaro na ópera de Le Nozze di Figaro de Mozart.
Posteriormente, no mesmo papel, apresentou-se na Ópera Estatal de Viena, no Festival de Edimburgo e no Metropolitan Opera. Cantou também no Festival de Bayreuth, imediatamente após sua reabertura, em 1951, ao término da Segunda Guerra Mundial, no papel de Hans Sachs em Die Meistersinger von Nürnberg (Os mestres cantores de Nuremberg) de Richard Wagner. Em 1960 teve sua primeira performance no Salzburgo Festspielhaus, como Ochs em Der Rosenkavalier (O Cavalheiro da Rosa) de Richard Strauss. Em 1957, gravou o papel de Wotan em Die Kalküre, de Richard Wagner, ao lado de Kirsten Flagstad, sob a regência de Georg Solti. Em 1982 foi nomeado professor de canto na Academia de Música de Viena. 
Morreu em Viena aos 86 anos. Foi pai dos barítonos Peter Edelmann e Paul-Armin Edelmann.